# Pseudagrion civicum
Pseudagrion civicum là một loài chuồn chuồn kim trong họ Coenagrionidae.
Pseudagrion civicum được Lieftinck miêu tả khoa học năm 1932.